# Giovanni de Riu
 Giovanni de Riu  va ser un pilot de curses automobilístiques italià que va arribar a disputar curses de Fórmula 1. Giovanni de Riu va néixer el 10 de març del 1925 a Macomer, Sardenya, Itàlia.

## A la F1
Va debutar a la penúltima cursa de la temporada 1954 (la cinquena temporada de la història) del campionat del món de la Fórmula 1, disputant el 5 de setembre del 1954 el GP d'Itàlia al Circuit de Monza, no classificant-se per disputar la prova. Giovanni de Riu no va tornar a participar en cap més cursa puntuable pel campionat de la F1.

## Resultats a la Fórmula 1
| Any  | Equip           | Xassís   | Motor    | 1   | 2   | 3   | 4   | 5   | 6   | 7   | 8       | 9   | Posició | Punts |
| ---- | --------------- | -------- | -------- | --- | --- | --- | --- | --- | --- | --- | ------- | --- | ------- | ----- |
| 1954 | Giovanni de Riu | Maserati | Maserati | ARG | 500 | BEL | FRA | GBR | ALE | SUI | ITA NVQ | ESP | -       | 0     |